# Triumph Italia
Der Triumph Italia war ein Sportcoupé mit italienischer Sonderkarosserie auf Basis des Triumph TR3. Der offizielle Name lautete Italia 2000 coupé.

## Entstehungsgeschichte
Salvatore Ruffino war 1958 Importeur von Standard-Triumph für Italien. Er wollte ein eigenes Sportcoupé produzieren. Seine Wahl fiel auf einen von Giovanni Michelotti vorgelegten Karosserie-Entwurf. Triumph produzierte zu dieser Zeit keine geschlossenen Sportwagen. Ruffino ließ den Italia auf eigene Rechnung fertigen, d. h., es handelte sich nicht um ein offizielles Fahrzeug der Marke Triumph.
Das Fahrzeug verwendete den vollständigen Fahrzeugrahmen, Antriebsstrang und Achsen des Triumph TR3. Karosserie und die Innenausstattung waren eigenständig und wurden komplett in Italien bei Vignale gefertigt. Durch die Coupé-Karosserie aus Stahl waren das Fahrgefühl besser und die Straßenlage deutlich stabiler als beim TR3. Die Produktion begann 1959. Die Fahrzeuge wurden vorwiegend in Italien, den USA und Frankreich verkauft.
Für Triumph war der Entwurf des Italia wichtig, weil Giovanni Michelotti, der zuvor schon den Standard Vanguard und den Triumph Herald entworfen hatte, nun auch den Auftrag für das Design des Nachfolgers des TR3 erhielt. Im Aussehen des TR4 kann man viele Elemente des Italia wiedererkennen.
Ruffino hatte geplant, insgesamt 1000 Italia herzustellen. Da es Probleme mit dem Vertrieb in Zusammenarbeit mit Triumph gab, wurde diese Zahl nicht erreicht. Man nimmt an, dass insgesamt nur etwa 300 Exemplare hergestellt wurden. 1962 wurde die Produktion mit dem Ende der Produktion des TR3B eingestellt.